# Leucocelis allardi
Leucocelis allardi är en skalbaggsart som beskrevs av Franz Antoine 1997. Leucocelis allardi ingår i släktet Leucocelis och familjen Cetoniidae. Inga underarter finns listade i Catalogue of Life.